# 高等工科学校生徒
高等工科学校生徒（こうとうこうかがっこうせいと、英: Ground Self-Defense Force High Technical School Student）とは、防衛省における総人件費削減事業の一つであり、平成22年度（2010年）から陸上自衛隊において施行された陸上自衛隊高等工科学校（陸上自衛隊少年工科学校から改編）の生徒である。

## 制度改編の経緯
昭和30年（1955年）に設立された陸上自衛隊少年工科学校の生徒である「陸上自衛隊生徒」（以下「旧制度」）は、入校時から階級を与えられる自衛官であった。また、海上自衛隊・航空自衛隊にも同様の生徒制度があった。
これら陸海空自衛隊生徒制度の見直しには二つの目的があった。一つは政府の総人件費改革に伴う定員削減の一環であり、もう一つは18歳未満の自衛官を解消するという目的である。後者は、2000年5月に国連総会で採択された国際条約「武力紛争における児童の関与に関する児童の権利に関する条約の選択議定書」を日本も2004年8月に批准したことによる。自衛官である従来の自衛隊生徒は国際社会においては、同議定書が敵対行為への直接参加を禁止する18歳未満の兵士（少年兵）とみなされる可能性があった。
これに基づき海上自衛隊・航空自衛隊は平成19年（2007年）度入隊者を最後に生徒の募集を終了した。一方陸上自衛隊では生徒の身分を防衛大学校の学生と同様の非自衛官の扱いにすることで制度の枠組みを存続させ、平成20年度採用（平成21年度入隊）分から施行予定としていた。しかし、制度の根拠となる防衛省設置法の改正が2008年の第169回国会で成立せず、さらに2008年9月1日には福田康夫内閣総理大臣が辞任を表明したことから同年秋の第170回国会への法案提出が大幅に遅延し、制度改正は1年先送りとなった。
2009年5月27日、第171回国会の参議院本会議で改正法案が可決・成立して6月3日に公布され、同年11月1日より募集を開始した。翌2010年（平成22年）春に少年工科学校は高等工科学校に改編され、高等工科学校生徒の第1期生を迎えた。なお、改編時の在校生は高等工科学校生徒に変更されることはなく、卒業まで陸上自衛隊生徒であった。
2022年（令和4年）12月に閣議決定された防衛力整備計画では、自衛隊の人的基盤の強化の一環として「陸上自衛隊高等工科学校については各自衛隊の共同化及び男女共学化を実施する」とされた。2023年3月の国会答弁で浜田靖一防衛大臣らは、これらの施策を2028年（令和10年）度から開始することを明らかにした。

## 制度の概要

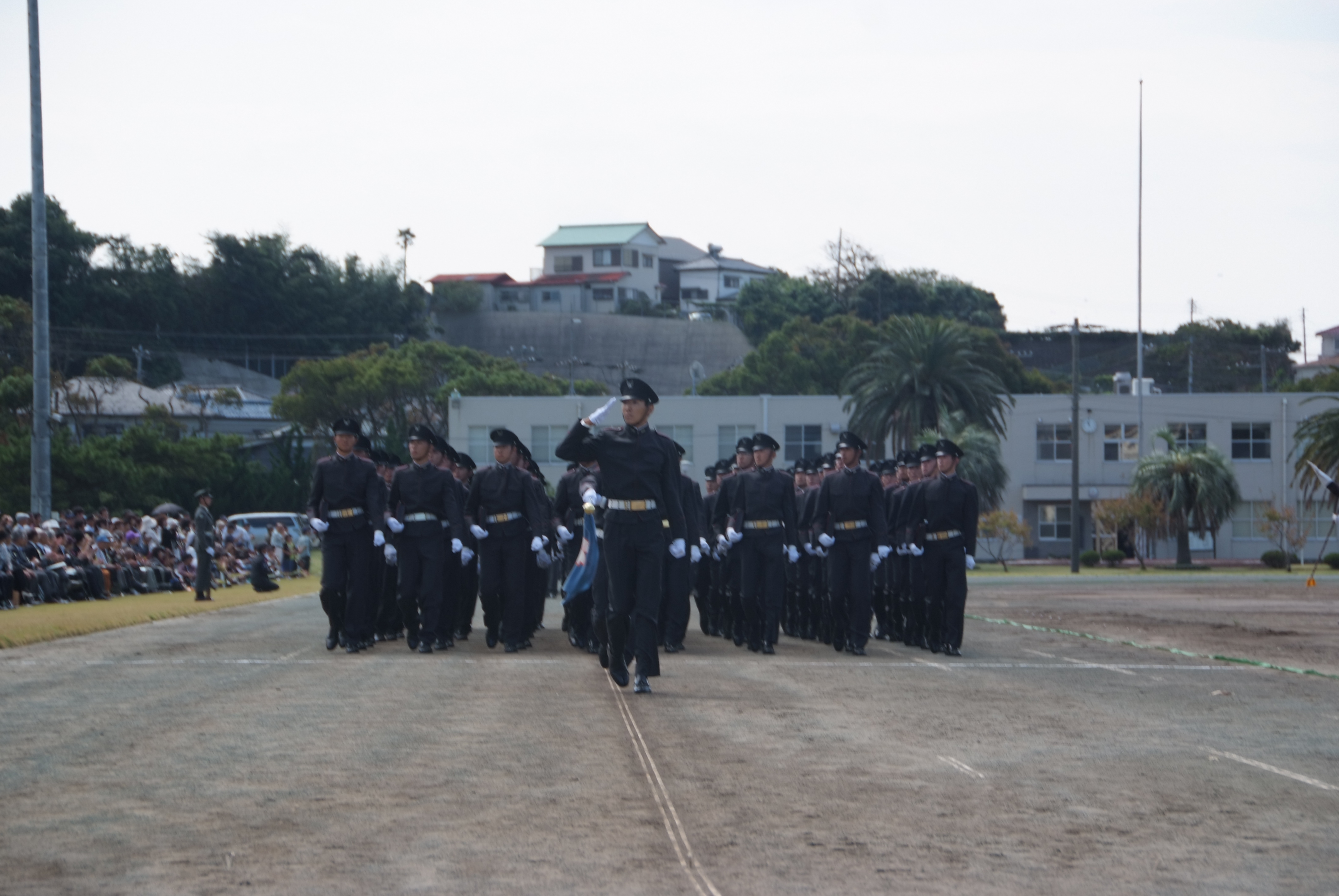
高等工科学校生徒の制服（冬服）

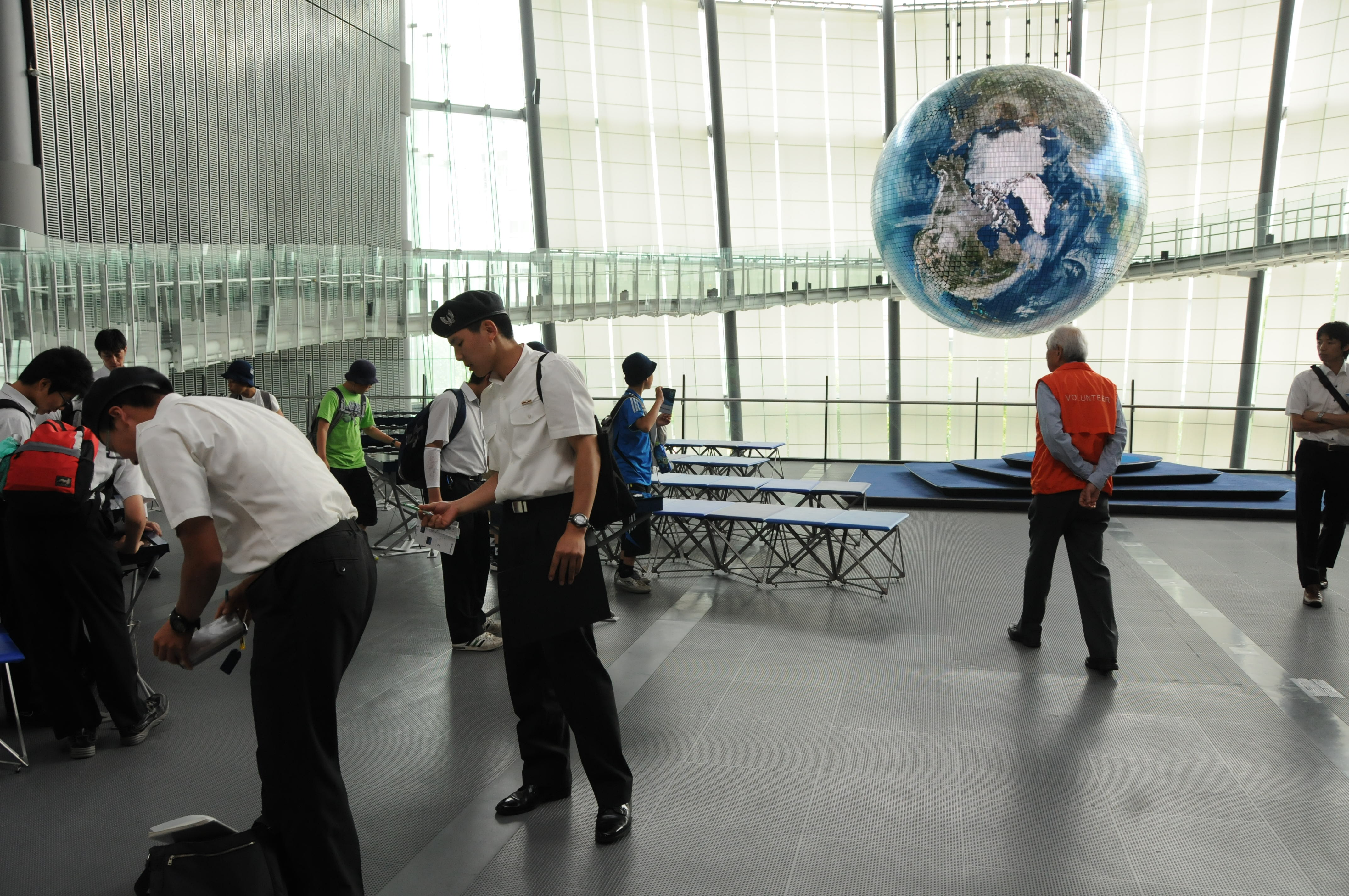
高等工科学校生徒の制服（夏服）

### 応募資格
日本国籍を持つ、中学校卒業（もしくは学校教育法第57条が定める高等学校入学資格の取得）見込者および既卒者の男子から採用される（女子は入校不可。2028年度より男女共学化予定）。受験可能年齢は、入校年の4月1日の時点で15歳以上17歳未満である者。一般の高等学校を中途退学して入校する生徒も少なくない。期数は旧制度から引き継がれ、56期生からとなった。なお、高等工科学校生徒第2期生となる57期生より陸上自衛隊の採用試験としては初となる、学校推薦での採用も開始された。

### 採用試験科目

#### 推薦
- 口述試験
- 筆記試験（作文を含む）
- 身体検査

#### 一般
- 第1次試験
  - 筆記試験（国語、社会、数学、理科、英語、作文）
- 第2次試験
  - 口述試験（個別面接）
  - 身体検査

### 教育体系
- 生徒課程（3年間）

高等工科学校での教育は生徒の伸展性を付与することに重点が置かれており、一般教育は全日制普通科高校と同様の単位を取得する一方で専門教育・防衛基礎学（旧生徒隊課目）の教育時間は旧制度から大幅に縮小された。文部科学省の管轄外の学校であるため、高等学校卒業資格を得るために通信制高校である神奈川県立横浜修悠館高等学校と提携している。また、第1学年次においては小銃を扱った訓練が行われないため、2010年に開催された第57回中央観閲式以降、1学年は徒手での行進となっている。
生徒課程を修了（見込含）すると防衛大学校や航空学生の受験資格を得るため、ここで進路を選択することになる。
- 卒後課程：生徒課程終了時に非任期制隊員たる陸上自衛官（生徒陸曹候補生たる陸士長）に任官し、自衛官として必要な基礎教育を経て3等陸曹に昇任する。任官後の服制等は旧陸上自衛隊生徒のそれを踏襲している。
  - 共通教育：各方面混成団の陸曹教育隊で初級陸曹として必要な共通的知識・技能を修得（生徒陸曹候補生課程）（約10週）
  - 隊付教育：幹部候補生（BU）とほぼ同等の教育（旧制度の後期課程相当）
  - 特技教育：各職種学校において初級陸曹として必要な専門的知識・技能を修得する（旧制度の中期課程相当）
  - 飛行幹部候補生：陸曹航空操縦学生は、若い年齢で陸曹に昇任する高等工科学校生徒課程終了出身の者が多い。陸上自衛隊航空科のヘリコプターパイロット養成機関陸上自衛隊航空学校本科の約8割が生徒課程の出身者である。エリミネート率（ヘリコプターパイロットになれない学生の割合）は海上自衛隊および航空自衛隊の航空学生より低いが、毎回20%程度は落とされる。生徒課程終了者は海上自衛隊および航空自衛隊の航空学生に志願する者もある。

### 身分と給与
生徒課程中の身分は自衛隊員（特別職国家公務員の防衛省職員）ではあるが、旧制度とは異なり、自衛官には含まれない（防衛大学校本科学生と同様）。自衛隊の中での位置づけは、自衛隊法第25条第5項が定める「自衛官となるべき者に必要な知識及び技能を修得させるための教育訓練」に専念している隊員とされる。
生徒には月額138,000円（2024年12月現在）の生徒手当および年2回（6月・12月）の期末手当が支給される。

### 進路
生徒課程修了時に高等学校卒業資格を得られる点や4年経過時をもって3曹に昇任する点も旧制度を踏襲する。高等工科学校は陸上自衛隊の教育機関であるため、修了時の補職先は原則的に陸上自衛隊のみとなる。従来の機甲科・特科・航空科・施設科・通信科・武器科の各職種の他、旧制度では配分が無かった職域（普通科・化学科・情報科）への配属も行われている。
修了後はこれら各部隊の中核を担う中堅隊員（陸曹）として活躍することが期待されているが、防衛大学校や航空学生へ進学・転官することで幹部自衛官や海・空へ進路変更することも可能である。この場合は書類上では一度自衛隊を退職し、再度採用されることになる。
一般の大学への進学も可能だが、在学中は受験のための外出は認められないため、結果として一浪することになる。
なお、第68期生（2025年卒業）の場合、入校者数341名に対して卒業者数は314名であった。

### 制服
生徒の服制は、冬服は濃灰色でえんじ色の飾線を入れた詰襟で、二つポケット、前面ファスナー留めの短ジャケットの上下。ズボンはベルトではなくサスペンダー使用。夏服1種上衣は冬服同様、2種上衣は白のスタンドカラーで襟にえんじ色の飾線のシャツ。ワイシャツは2種上衣と同様で、長袖となる。帽章は、馬、翼、桜及び若葉の組み合わせたものと独自のデザインのものになる。制服着用時の靴下は黒。それ以外は白である。なお、1年生は帰省も含め外出時には必ず制服着用となるため、着校時に着ていた私服は付き添いの保護者が持ち帰るか、宅配便で自宅に送り返す（私物保管場所が限られるため）。また1年生は携帯電話の所持も禁止である。

### 宣誓
高等工科学校生徒は自衛官ではないため、入隊時の服務の宣誓も「自衛官」としてのものではなく、自衛隊法施行規則第40条に規定される下記の「生徒」としての宣誓を行う。高等工科学校を卒業し、陸上自衛官に任官する際に改めて自衛官としての宣誓を行う。